# كنة رشيد باباخان (مقاطعة دالاهو)
كنة رشيد باباخان (بالفارسية: کنه رشید باباخان) هي قرية تقع في كرمانشاه في إيران. يقدر عدد سكانها بـ 51 نسمة .